# Ocnogyna algirica
Ocnogyna algirica är en fjärilsart som beskrevs av Rothschild. Ocnogyna algirica ingår i släktet Ocnogyna och familjen björnspinnare. Inga underarter finns listade i Catalogue of Life.